# Туркотин
Туркоти́н — село в Україні, у Глинянській міській об'єднаній територіальній громаді Львівського району Львівської області. Населення — 181 особа. Орган місцевого самоврядування — Глинянська міська рада.

## Історія
Існує серед селян оповідка, що у сиву давнину село знаходилось в долині за кілометр від сучасного і носило назву Селище, проте у часі одного з татаських набігів було повністю спалене і знищене. Люди, втікаючи від ворогів, будувались по горах і ярах. Так і виникло село Туркотин. До сьогодні збереглась назва урочища Селище.  Ще одна назва одного з урочищ між Туркотином та сусідніми Куровичами Бабин Брід, там зараз знаходиться каплиця.
Перша письмова згадка про Туркотин (точніше тоді ще про Селище) датується 1574 роком. За часів Австрійської, а пізніше, з 1867 — Австро-Угорської — імперії село разом з усіма сусідніми поселеннями було під владою різних шляхетських родин.
Відомо, що 9 січня 1609 року Туркотин разом із сусідніми селами Погорільці, Підгайчики, Двориска, Лагодів 9 січня 1609 року львівський латинський архієпископ Ян Замойський купив за 3300 злотих, до того тими землями володів місцевий землевласник Ванько Лагодовський. У 1648 році селами володіла пані Агнета Водинська.
Наступними великими землевласниками була родина графів[джерело?] Потоцьких. Частина земель у 1860 році належала родині Шептицьких (один з її представників, Іван Кантій Шептицький батько митрополита Андрея Шептицького, 1871 року отримав австрійський графський титул).
Наприкінці 19 століття, а саме у 1879 році в селі відкрилась перша школа. У звичайній сільській хаті діти вчились переважно у вільний від роботи період в році. Навчання тривало лише 2 роки. Після закінчення такої школи дитина мала вміти рахувати та читати. Викладав учитель дітям і Святе Письмо. Імена тодішніх вчителів, на жаль, невідомі.
Прості селяни-українці перебували у повсякчасному гніті від панів-землевласників, які були переважно польського походження. Навіть після скасування панщини в Австрійській імперії у 1848 році становище селянства суттєво не змінилось. Більшість земель та лісу залишались у власності багатих господарів. Бідніші люди були змушені за копійки найматись до них на роботу, аби мати хоч якийсь заробіток для сім'ї.
Дані щодо кількості населення станом на 1880 рік: українці — 356 осіб, 45 поляків, 17 євреїв. З них греко-католиків — 315, римо-католиків — 45. Парохія католиків знаходилась у с. Вижняни, греко-католиків — у с. Станимир. Станом на цей же рік у селі була мурована та дерев'яна церкви. Школа на той час однокласова.
Дані 1900 року: 513 осіб: 422-греко-католики, 57 римо-католиків, 34 євреї.
Дані про кількість населення 1940 року — 522 особи.

## Новітня історія
На початку 20 століття у селі почала активно розвиватися культура, селяни утворили аматорський театр, який ставив вистави «Наталка Полтавка» та «Ой не ходи, Грицю, та й на вечорниці». Щороку у селі ставився вертеп, існувало товариство «Сокіл», головою якого у 30-х роках був Євген (Лунь?)
Лосяк Іван, стрілець, що народився в селі в 1895 р. був стрілем в Українській галицькій армії.
У передвоєнний період в селі налічувалось 96 дворів. З них лише 25 були так званими «середняками», які володіли близько 2 га орної землі. Із 391 га орної землі, 71 га лісу та 68 га лук поміщику Адамовичу належало 70 га орної землі та весь ліс, луки були громадськими.
Через безземелля багато мешканців села виїхали за океан у пошуках кращої долі в одній із хвиль еміграції (в 1920-х роках). Відомо, що одними із переселенців були Петро та Сильвестр Лунь, які виїхали в Канаду. Там працювали будівельниками при спорудженні залізниці між Монреалем та Ванкувером.
Цікаво, що у «Літописі Підгайчиківської сільської ради депутатів трудящих», який започаткований у 1966 році є дані, що в Туркотині з 1926 року діяв осередок КПЗУ, до якого входили Садовий Михайло, Скиба Іван, Кузьмінський Михайло.
19 вересня 1939 року владу в селі отримали совіти, які одразу ж взялись роздавати поміщицьку землю людям. Люди зустріли їх зі сльозами на очах, бо вбачали у них «визволителів». Так на перших порах і було. На одну особу виділялось 0,33 га землі. Землю одержували всі: українці, поляки, євреї. Багатодітним сім'ям виділяли більше землі.
Через місяць 14 жовтня 1939 року Тимчасове управління Перемишлянського повіту видало «Постанову про затвердження виборчих дільниць». Мали відбутись вибори до Українських народних зборів. Цією постановою в Туркотині була організована виборча дільниця. Кандидатом до зборів від сіл Туркотин, Погрільці та Підгайчики обрано Коваля Михайла Івановича, жителя Туркотина.
27 січня 1940 року було утворено Туркотинську сільську раду. Проте вона проіснувала не довго, адже зовсім скоро 1 липня 1941 року  село потрапило в руки нового окупанта — нацистської Німеччини.
За даними вище згаданого літопису 7 жовтня 1942 року в Туркотинській школі відбулось засідання підпільної організації «Визволення Вітчизни», на якому були присутні Дорошко, Головченко, Коваль Михайло, Кузьмінський Михайло. Тоді ж була прийнята назва та програма організації. У підвалі Туркотинської школи Казимир Матіяш на друкарській машині друкував листівки із закликами до селян про допомогу радянській армії та боротьбу проти фашистів.
В 1944 році у селі знову відновила свою роботу сільська рада депутатів трудящих. Тоді ж почалася насильницька колективізація селянських господарств. Головними противниками совітів на той час стали упівці. Після повної колективізації 1950 року у селі утворили колгосп «Зоря». Варто сказати, що у сусідніх Підгайчиках, що були майже вдвічі більшими колективізація завершилась 20 листопада 1949 року. Пізніше колгосп був укрупнений і ввійшов до складу колгоспу ім. 40-річчя Жовтня.
У той же час Туркотинська сільська рада була ліквідована, а село увійшло до складу Підгайчиківської сільської ради.
У період Другої світової війни в селі активно діяло Збройне підпілля ОУН. Так членами Глинянського районного проводу (до осені 1945 року районним провідником був Микола Костів із сусіднього села Станимир) були й мешканці села: Петро Стельмах — загинув у 1945 році, Григорій Мот — загинув у 1946 році.
В середні серпня 1940 року відбувся великий збір упівців з усіх місцевих сіл на хуторі Добра (біля с. Лагодів). Були там присутні і хлопці з Туркотина. Один із туркотинських повстанців Михайло Теодорович трагічно загинув разом із підгайчанкою Повх Марією.
4 січня 1949 року в Туркотині загинули: «Чабан» (Я.Хома) — референт СБ Глинянського районного проводу ОУН, «Лев» (С. Лукашевич) — працівник СБ та «Бистрий» — працівник СБ. Зараз біля церкви Різдва Пресвятої Богородиці їм встановлено невеличкий меморіальний хрест..
За даними «Книги пам'яті України» на фронтах 2 Світової війни загинули 23 людини з Туркотина.
У 1973 році місцевий хлопець Ігор Партика вивісив синь-жовтий прапор на Львівській політехніці.

## Релігійне життя

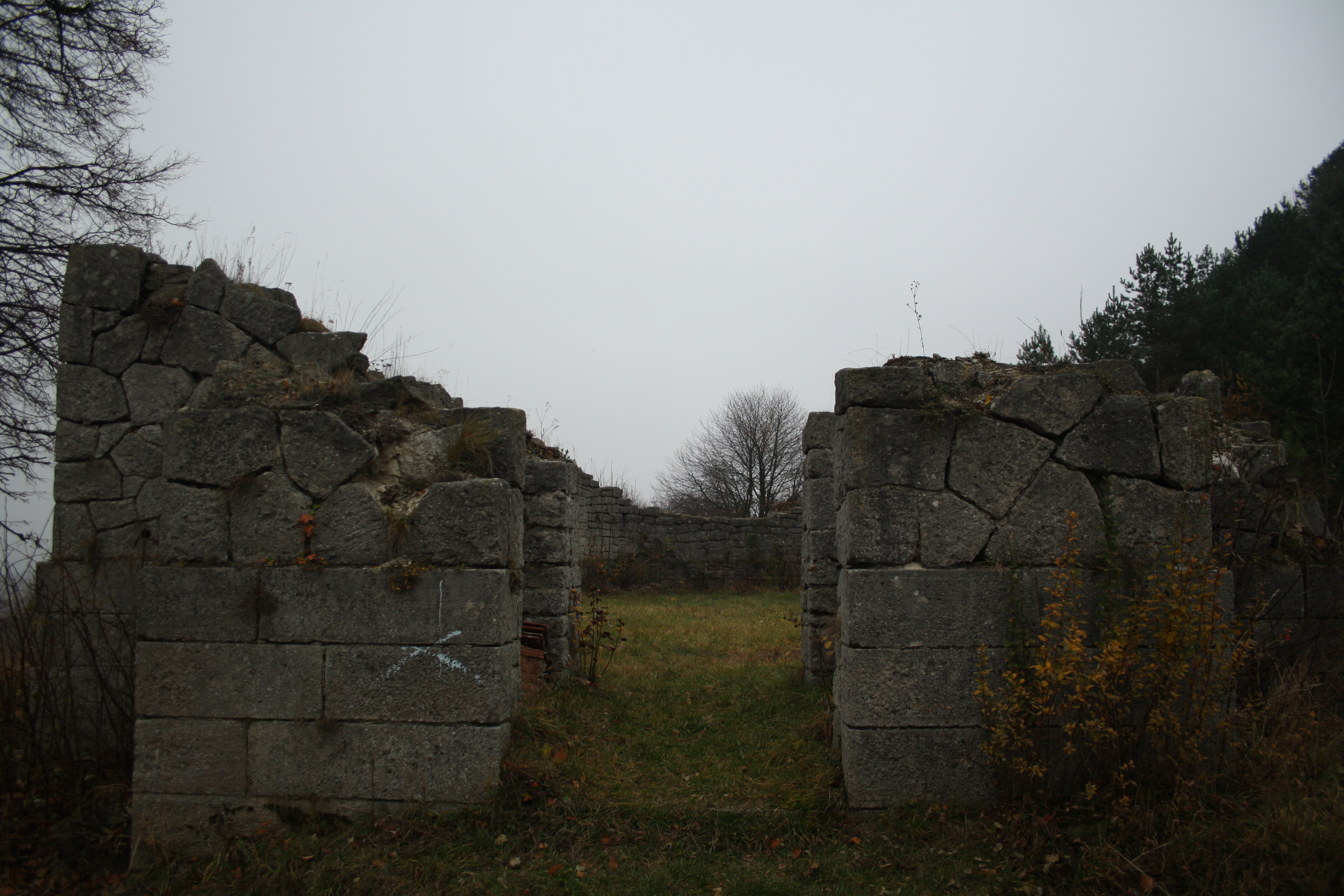
Кам'яні мури недобудованої церкви в Туркотині

Дерев'яна церква збудована 1736 року простояла у селі до 1949 року. 22 вересня вона згоріла від удару блискавки у купол. Не задовго до того (1936 року) селяни почали зводити біля старого дерв'яного храму новий — кам'яний на доброму кам'яному укріпленні пагорба, та будівництво не завершили через прихід радянської влади. Зараз так і залишились від недобудованого храму стіни  висотою у людський зріст. Біля стін мурована дзвіниця з написом староукраїнською мовою: «Тую дзвоницю поставили Данило Вьтовичь і жена его Ирина своимь коштомь зь праць рукь своихь дла хвальі Божой и за одпущеніе грьоховь».
Цікаво, що перед 1936 роком Туркотин відвідав Митрополит Андрей Шептицький, який приїжджав, щоб допомогти залагодити конфлікт між греко-католицькою громадою та місцевим землевласником. Справа в тому, що місце, яке було найкращим для будівництва храму належало поляку, який написав на громаду скаргу до місцевий властей та особисто до Митрополита Андрея. Як бачимо конфлікт був залагоджений, оскільки будівництво храму таки розпочали.

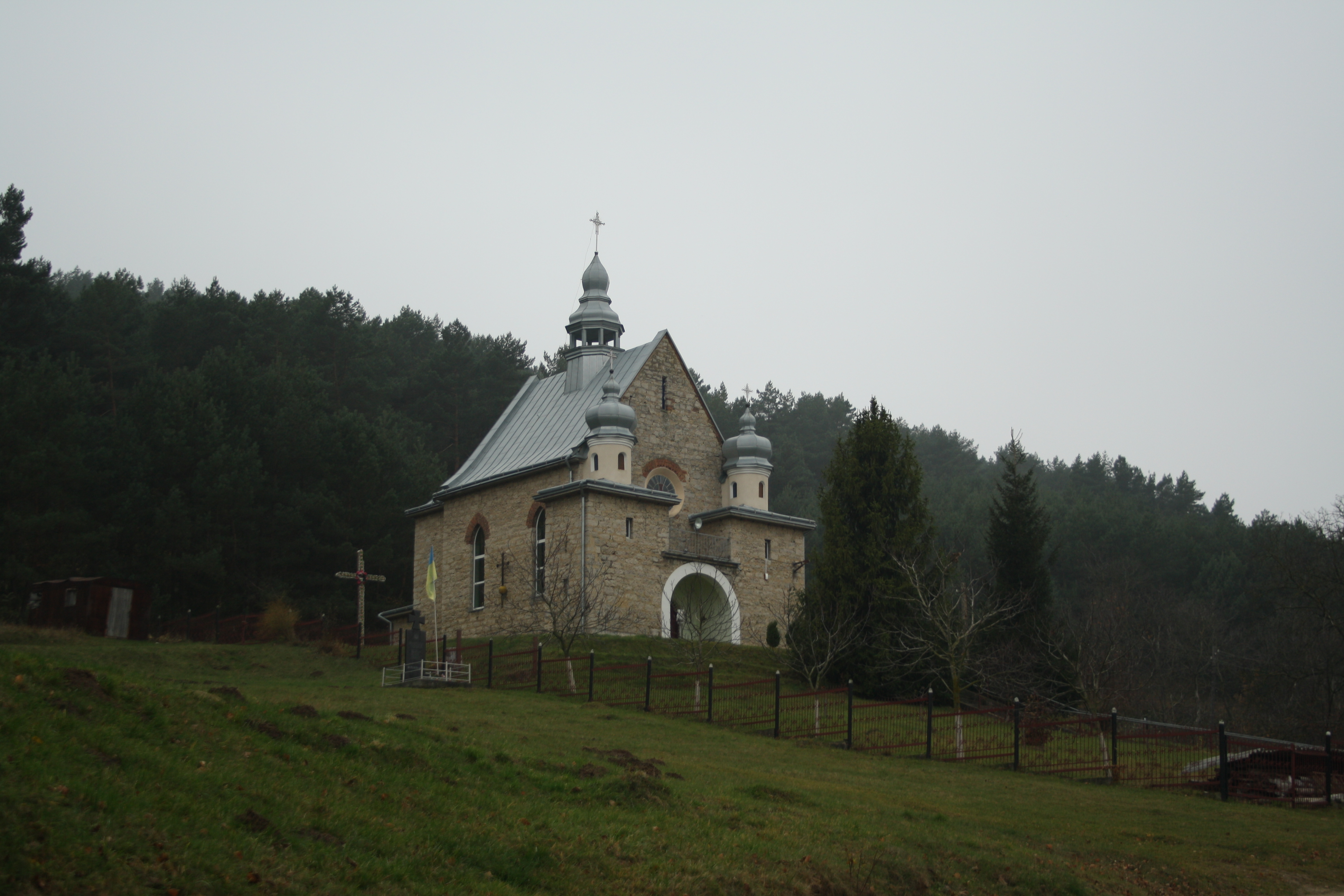
Церква в Туркотині (архітектор — Вавжинець Дайчак)

Поруч знаходиться костел (публічна каплиця), збудований перед самим вибухом Другої світової війни за проектом польського архітектора Альфреда Маєвського (Alfred Majewski. 1907—1998 рр.) Зараз — православна церква Різдва Пресвятої Богородиці.

## Населення

### Мова
Розподіл населення за рідною мовою за даними перепису 2001 року:
| Мова       | Кількість | Відсоток |
| ---------- | --------- | -------- |
| українська | 181       | 100%     |

## Відомі люди
- Стельмах Богдан Михайлович — український письменник, поет, громадський діяч.